# 2012-es rövid pályás úszó-világbajnokság
A 2012-es rövid pályás úszó-világbajnokságot 2012. december 12. és december 16. között rendezték Isztambulban. A vb-n 162 ország sportolói vettek részt, és 40 versenyszámban avattak világbajnokot.

## Éremtáblázat
| Hely     | Nemzet                    | Arany | Ezüst | Bronz | Összesen |
| 1.       | Amerikai Egyesült Államok | 11    | 8     | 8     | 27       |
| 2.       | Kína                      | 3     | 5     | 3     | 11       |
| 3.       | Magyarország              | 3     | 4     | 3     | 10       |
| 4.       | Dánia                     | 3     | 2     | 5     | 10       |
| 5.       | Oroszország               | 2     | 3     | 4     | 9        |
| 6.       | Olaszország               | 2     | 3     | 0     | 5        |
| 7.       | Németország               | 2     | 1     | 1     | 4        |
| 7.       | Japán                     | 2     | 1     | 1     | 4        |
| 9.       | Litvánia                  | 2     | 1     | 0     | 3        |
| 10.      | Ausztrália                | 1     | 4     | 3     | 8        |
| 11.      | Egyesült Királyság        | 1     | 2     | 3     | 6        |
| 12.      | Dél-afrikai Köztársaság   | 1     | 1     | 0     | 2        |
| 13.      | Spanyolország             | 1     | 0     | 2     | 3        |
| 14.      | Brazília                  | 1     | 0     | 1     | 2        |
| 14.      | Új-Zéland                 | 1     | 0     | 1     | 2        |
| 14.      | Lengyelország             | 1     | 0     | 1     | 2        |
| 17.      | Fehéroroszország          | 1     | 0     | 0     | 1        |
| 17.      | Norvégia                  | 1     | 0     | 0     | 1        |
| 17.      | Ukrajna                   | 1     | 0     | 0     | 1        |
| 20.      | Jamaica                   | 0     | 2     | 0     | 2        |
| 20.      | Szlovénia                 | 0     | 2     | 0     | 2        |
| 22.      | Franciaország             | 0     | 1     | 1     | 2        |
| 23.      | Csehország                | 0     | 0     | 1     | 1        |
| 23.      | Feröer                    | 0     | 0     | 1     | 1        |
| 23.      | Trinidad és Tobago        | 0     | 0     | 1     | 1        |
|          |                           |       |       |       |          |
| Összesen | Összesen                  | 40    | 40    | 40    | 120      |

## Magyar érmesek
| Érem      | Versenyző       | Versenyszám    | Dátum        |
| --------- | --------------- | -------------- | ------------ |
| Aranyérem | Hosszú Katinka  | 200 m pillangó | december 12. |
| Aranyérem | Gyurta Dániel   | 200 m mell     | december 14. |
| Aranyérem | Hosszú Katinka  | 100 m vegyes   | december 14. |
| Ezüstérem | Cseh László     | 400 m vegyes   | december 13. |
| Ezüstérem | Hosszú Katinka  | 200 m vegyes   | december 15. |
| Ezüstérem | Cseh László     | 200 m pillangó | december 16. |
| Ezüstérem | Hosszú Katinka  | 200 m gyors    | december 16. |
| Bronzérem | Hosszú Katinka  | 400 m vegyes   | december 12. |
| Bronzérem | Verrasztó Dávid | 400 m vegyes   | december 13. |
| Bronzérem | Cseh László     | 200 m vegyes   | december 14. |

## Eredmények
- WR – világcsúcs;
- ER – Európa-rekord
- AF – Afrika-rekord
- CR – Európa-bajnoki rekord
- NR – Országos rekord
- A váltóversenyeknél a csillaggal jelölt versenyzők az előfutamban szerepeltek.

### Férfi
| Versenyszám                    | Arany | Arany        | Ezüst | Ezüst    | Bronz | Bronz    |
| ------------------------------ | --- | ------------ | --- | -------- | --- | -------- |
| 50 m-es gyorsúszás             | Vlagyimir Morozov · Oroszország | 20,55 NR     | Florent Manaudou · Franciaország | 20,88    | Anthony Ervin · Egyesült Államok                                                                                                   | 20,99    |
| 100 m-es gyorsúszás            | Vlagyimir Morozov · Oroszország | 45,65        | Tommaso D’Orsogna · Ausztrália | 46,80    | Jevgenyij Lagunov · Oroszország | 46,81    |
| 200 m-es gyorsúszás            | Ryan Lochte · Egyesült Államok | 1:41,92      | Paul Biedermann · Németország | 1:42,07  | Conor Dwyer · Egyesült Államok | 1:43,78  |
| 400 m-es gyorsúszás            | Paul Biedermann · Németország | 3:39,15      | Hao Jün (Hao Yun) · Kína | 3:39,48  | Mads Glæsner · Dánia | 3:40,09  |
| 1500 m-es gyorsúszás           | Mads Glæsner · Dánia | 14:30,01     | Gregorio Paltrinieri · Olaszország | 14:31,13 | Pál Joensen · Feröer | 14:36,93 |
|                                | |              | |          | |          |
| 50 m-es hátúszás               | Robert Hurley · Ausztrália | 23,04        | Matt Grevers · Egyesült Államok | 23,17    | Sztanyiszlav Donyec · Oroszország                                                                                                  | 23,19    |
| 100 m-es hátúszás              | Matt Grevers · Egyesült Államok | 49,89        | Sztanyiszlav Donyec · Oroszország | 49,91    | Guilherme Guido · Brazília | 50,50    |
| 200 m-es hátúszás              | Radosław Kawęcki · Lengyelország | 1:48,48      | Ryan Lochte · Egyesült Államok | 1:48,50  | Ryan Murphy · Egyesült Államok | 1:48,86  |
|                                | |              | |          | |          |
| 50 m-es mellúszás              | Aleksander Hetland · Norvégia | 26,30        | Damir Dugonjič · Szlovénia | 26,32    | Florent Manaudou · Franciaország                                                                                                   | 26,33    |
| 100 m-es mellúszás             | Fabio Scozzoli · Olaszország | 57,10        | Damir Dugonjič · Szlovénia | 57,32    | Kevin Cordes · Egyesült Államok | 57,83    |
| 200 m-es mellúszás             | Gyurta Dániel · Magyarország | 2:01,35 CR   | Michael Jamieson · Egyesült Királyság | 2:03,00  | Vjacseszlav Szinykevics · Oroszország                                                                                              | 2:03,08  |
|                                | |              | |          | |          |
| 50 m-es pillangóúszás          | Nicholas Santos · Brazília | 22,22 CR     | Chad le Clos · Dél-afrikai Köztársaság | 22,26    | Tom Shields · Egyesült Államok | 22,46 NR |
| 100 m-es pillangóúszás         | Chad le Clos · Dél-afrikai Köztársaság | 48,82 CR, AF | Tom Shields · Egyesült Államok | 49,54    | Ryan Lochte · Egyesült Államok | 49,59    |
| 200 m-es pillangóúszás         | Kazuya Kaneda · Japán | 1:51,01 CR   | Cseh László · Magyarország | 1:51,66  | Nyikolaj Szkvorcov · Oroszország                                                                                                   | 1:52,33  |
|                                | |              | |          | |          |
| 100 m-es vegyesúszás           | Ryan Lochte · Egyesült Államok | 51,21        | Kenneth To · Ausztrália | 51,38    | George Bovell · Trinidad és Tobago                                                                                                 | 51,66    |
| 200 m-es vegyesúszás           | Ryan Lochte · Egyesült Államok | 1:49,63 WR   | Daiya Seto · Japán | 1:52,80  | Cseh László · Magyarország | 1:52,89  |
| 400 m-es vegyesúszás           | Szeto Daija · Japán | 3:59,15      | Cseh László · Magyarország | 4:00,50  | Verrasztó Dávid · Magyarország | 4:02,87  |
|                                | |              | |          | |          |
| 4 × 100 m-es gyorsúszás váltó  | Egyesült Államok · Anthony Ervin (47,28) · Ryan Lochte (45,64) · Jimmy Feigen (47,25) · Matt Grevers (46,23) · Garrett Weber-Gale* · Tyler Reed*                  | 3:06,40      | Olaszország · Luca Dotto (46,84) · Marco Orsi (45,94) · Michele Santucci (47,46) · Filippo Magnini (46,83)                                                                          | 3:07,07  | Ausztrália · Tommaso D’Orsogna (46,68) · Kyle Richardson (46,92) · Travis Mahoney (47,32) · Kenneth To (46,35)                     | 3:07,27  |
| 4 × 200 m-es gyorsúszás váltó  | Egyesült Államok · Ryan Lochte (1:41,17) · Conor Dwyer (1:43,04) · Michael Klueh (1:43,04) · Matt McLean (1:43,99) · Garrett Weber-Gale* · Michael Weiss*         | 6:51,40      | Ausztrália · Tommaso D’Orsogna (1:42,49) · Jarrod Killey (1:42,82) · Kyle Richardson (1:44,59) · Robert Hurley (1:42,39) · Travis Mahoney*                                          | 6:52,29  | Németország · Paul Biedermann (1:41,93) · Dimitri Colupaev (1:42,96) · Christoph Fildebrandt (1:45,40) · Yannick Lebherz (1:42,93) | 6:53,22  |
| 4 × 100 m-es vegyesúszás váltó | Egyesült Államok · Matt Grevers (50,00) · Kevin Cordes (57,15) · Tom Shields (48,66) · Ryan Lochte (45,22) · Ryan Murphy* · Mihail Alekszandrov* · Anthony Ervin* | 3:21,03      | Oroszország · Sztanyiszlav Donyec (50,10) · Vjacseszlav Szinykevics (57,54) · Nyikolaj Szkvorcov (50,27) · Vlagyimir Morozov (44,95) · Vjacseszlav Prudnyikov* · Jevgenyij Lagunov* | 3:22,86  | Ausztrália · Robert Hurley (50,44) · Kenneth To (57,44) · Grant Irvine (50,75) · Tommaso D’Orsogna (46,14) · Kyle Richardson*      | 3:24,77  |

### Nők
| Versenyszám                    | Arany | Arany          | Ezüst | Ezüst      | Bronz | Bronz   |
| ------------------------------ | --- | -------------- | --- | ---------- | --- | ------- |
| 50 m-es gyorsúszás             | Aljakszandra Heraszimenya · Fehéroroszország | 23,64          | Francesca Halsall · Egyesült Királyság | 23,87      | Jeanette Ottesen · Dánia | 24,00   |
| 100 m-es gyorsúszás            | Britta Steffen · Németország | 52,31          | Megan Romano · Egyesült Államok | 52,48      | Tang Yi · Kína | 52,73   |
| 200 m-es gyorsúszás            | Allison Schmitt · Egyesült Államok | 1:53,59        | Hosszú Katinka · Magyarország | 1:54,31    | Melanie Costa · Spanyolország | 1:54,45 |
| 400 m-es gyorsúszás            | Melanie Costa · Spanyolország | 4:01,18        | Chloe Sutton · Egyesült Államok | 4:01,20    | Lauren Boyle · Új-Zéland | 4:01,24 |
| 800 m-es gyorsúszás            | Lauren Boyle · Új-Zéland | 8:08,62        | Lotte Friis · Dánia | 8:10,99    | Chloe Sutton · Egyesült Államok | 8:15,53 |
|                                | |                | |            | |         |
| 50 m-es hátúszás               | Zhao Jing · Kína | 25,95 CR       | Olivia Smoliga · Egyesült Államok | 26,13 NR   | Aleksandra Urbanczyk · Lengyelország | 26,50   |
| 100 m-es hátúszás              | Olivia Smoliga · Egyesült Államok | 56,64          | Mie Nielsen · Dánia | 57,07      | Simona Baumrtová · Csehország | 57,18   |
| 200 m-es hátúszás              | Darina Zevina · Ukrajna | 2:02,24        | Bonnie Brandon · Egyesült Államok | 2:03,19    | Duane Da Rocha · Spanyolország | 2:04,15 |
|                                | |                | |            | |         |
| 50 m-es mellúszás              | Rūta Meilutytė · Litvánia | 29,44 CR, ER   | Alia Atkinson · Jamaica | 29,67      | Sarah Katsoulis · Ausztrália | 29,94   |
| 100 m-es mellúszás             | Rūta Meilutytė · Litvánia | 1:03,52 CR, ER | Alia Atkinson · Jamaica | 1:03,80 NR | Rikke Møller Pedersen · Dánia | 1:04,05 |
| 200 m-es mellúszás             | Rikke Møller Pedersen · Dánia | 2:16,08 CR     | Laura Sogar · Egyesült Államok | 2:16,93    | Kanako Watanabe · Japán | 2:19,39 |
|                                | |                | |            | |         |
| 50 m-es pillangóúszás          | Lu Ying · Kína | 25,14          | Jiao Liuyang · Kína | 25,23      | Jeanette Ottesen · Dánia | 25,55   |
| 100 m-es pillangóúszás         | Ilaria Bianchi · Olaszország | 56,13          | Liu Zige · Kína | 56,58      | Jemma Lowe · Egyesült Királyság | 56,66   |
| 200 m-es pillangóúszás         | Hosszú Katinka · Magyarország | 2:02,20 CR, ER | Jiao Liuyang · Kína | 2:02,28    | Jemma Lowe · Egyesült Királyság | 2:03,19 |
|                                | |                | |            | |         |
| 100 m-es vegyesúszás           | Hosszú Katinka · Magyarország | 58,49 CR       | Rūta Meilutytė · Litvánia | 58,79      | Zhao Jing · Kína | 58,80   |
| 200 m-es vegyesúszás           | Ye Shiwen · Kína | 2:04,64 CR     | Hosszú Katinka · Magyarország | 2:04,72    | Hannah Miley · Egyesült Királyság | 2:07,12 |
| 400 m-es vegyesúszás           | Hannah Miley · Egyesült Királyság | 4:23,14 CR, ER | Ye Shiwen · Kína | 4:23,33    | Hosszú Katinka · Magyarország | 4:25,95 |
|                                | |                | |            | |         |
| 4 × 100 m-es gyorsváltó        | Egyesült Államok · Megan Romano (52,86) · Jessica Hardy (53,32) · Lia Neal (52,44) · Allison Schmitt (52,39) · Shannon Vreeland* · Olivia Smoliga* | 3:31,01        | Ausztrália · Angie Bainbridge (53,04) · Marieke Guehrer (52,32) · Brianna Throssell (54,19) · Sally Foster (53,35)                                                                      | 3:32,90    | Dánia · Mie Nielsen (53,07) · Pernille Blume (53,61) · Kelly Rasmussen (54,59) · Jeanette Ottesen (52,24)                                                            | 3:33,51 |
| 4 × 200 m-es gyorsváltó        | Egyesült Államok · Megan Romano (1:56,03) · Chelsea Chenault (1:54,78) · Shannon Vreeland (1:55,43) · Allison Schmitt (1:53,01) · Jasmine Tosky*   | 7:39,25        | Oroszország · Veronyika Popova (1:55,36) · Jelena Szokolova (1:55,61) · Darja Beljakina (1:55,73) · Kszenyija Juszkova (1:56,07)                                                        | 7:42,77    | Kína · Qiu Yuhan (1:57,30) · Pang Jiaying (1:56,72) · Guo Junjun (1:55,91) · Tang Yi (1:53,33) · Wang Fei*                                                           | 7:43,26 |
| 4 × 100 m-es vegyesúszás váltó | Dánia · Mie Nielsen (56,73) · Rikke Møller Pedersen (1:03,48) · Jeanette Ottesen (56,49) · Pernille Blume (53,17)                                  | 3:49,87        | Ausztrália · Rachel Goh (58,16) · Sarah Katsoulis (1:03,89) · Marieke Guehrer (56,36) · Angie Bainbridge (52,47) · Grace Loh* · Samantha Marshall* · Brianna Throssell* · Sally Foster* | 3:50,88    | Egyesült Államok · Olivia Smoliga (57,25) · Jessica Hardy (1:04,61) · Claire Donahue (57,67) · Megan Romano (51,90) · Laura Sogar* · Christine Magnuson* · Lia Neal* | 3:51,43 |